# رود پیریتا
رود پیریتا (استونیایی: Pirita jõgi) رودی در کشور استونی است.
طول این رود ۱۰۵ کیلومتر است و در شهرستان‌های هاریو و یاروا جریان دارد.
مسابقات قایق‌رانی بادبانی بازی‌های المپیک تابستانی ۱۹۸۰ (مسکو) در محل اتصال (پای‌رود) این رود به خلیج فنلاند برگزار شده است.

## نگارخانه

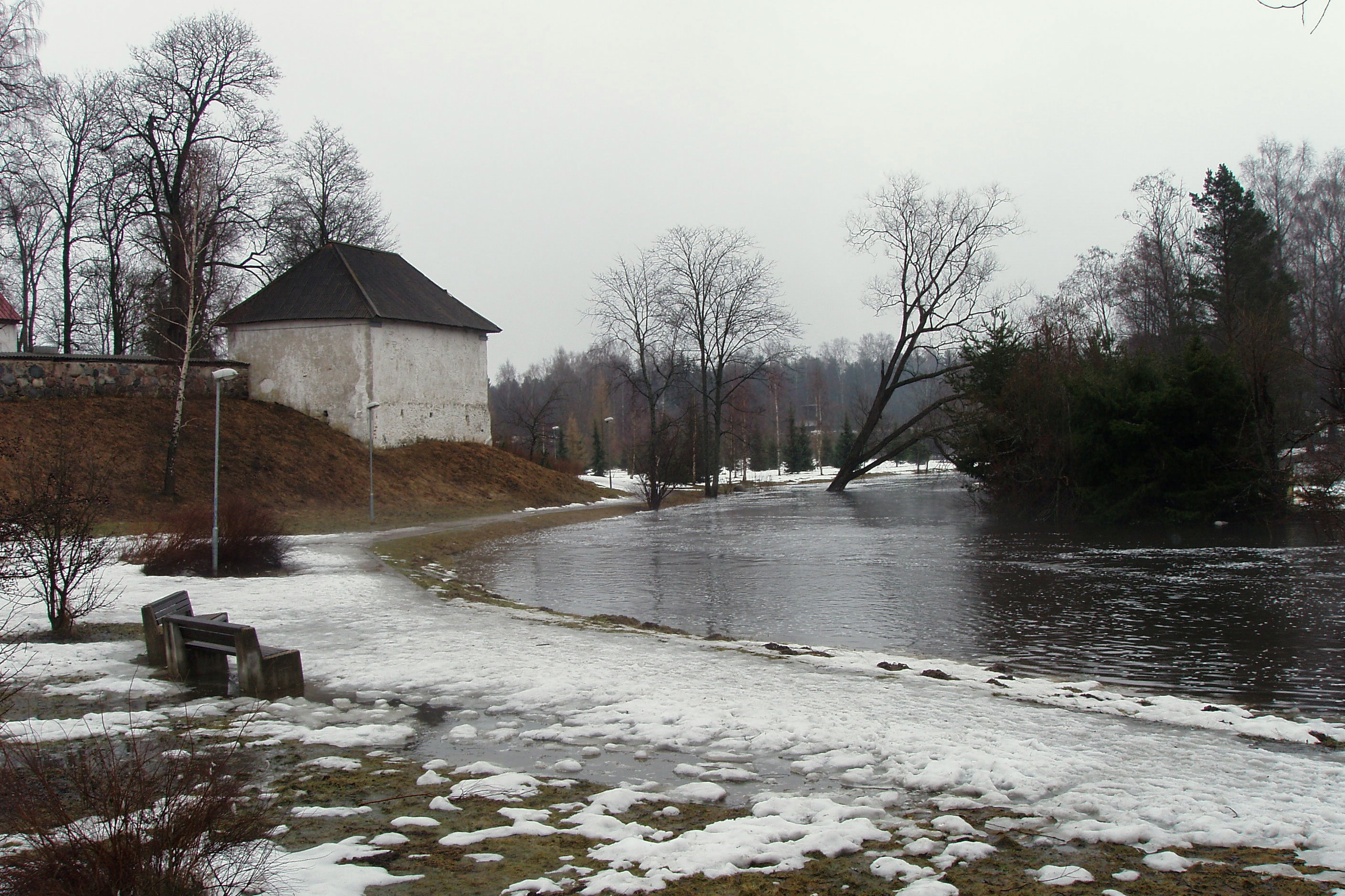
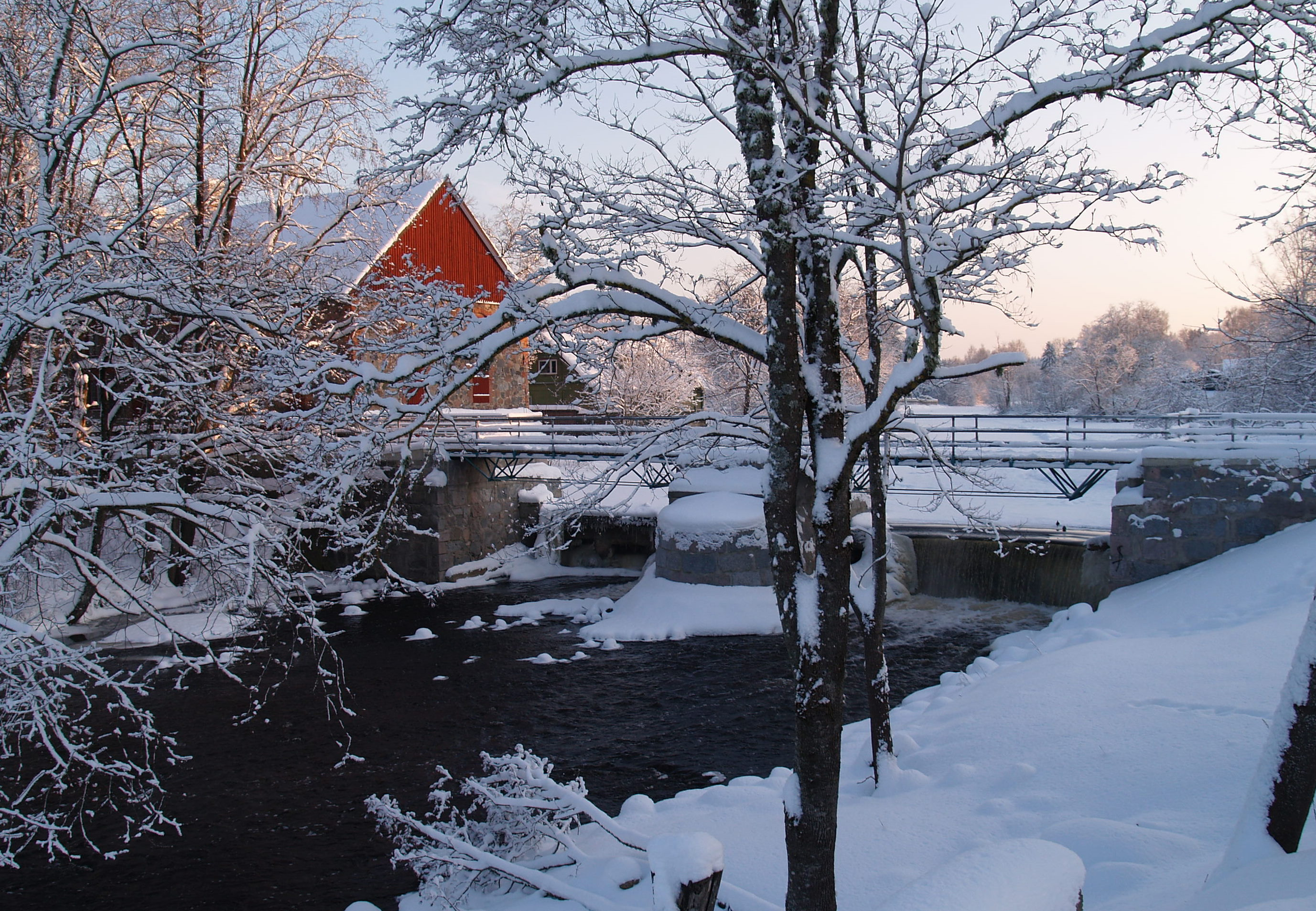
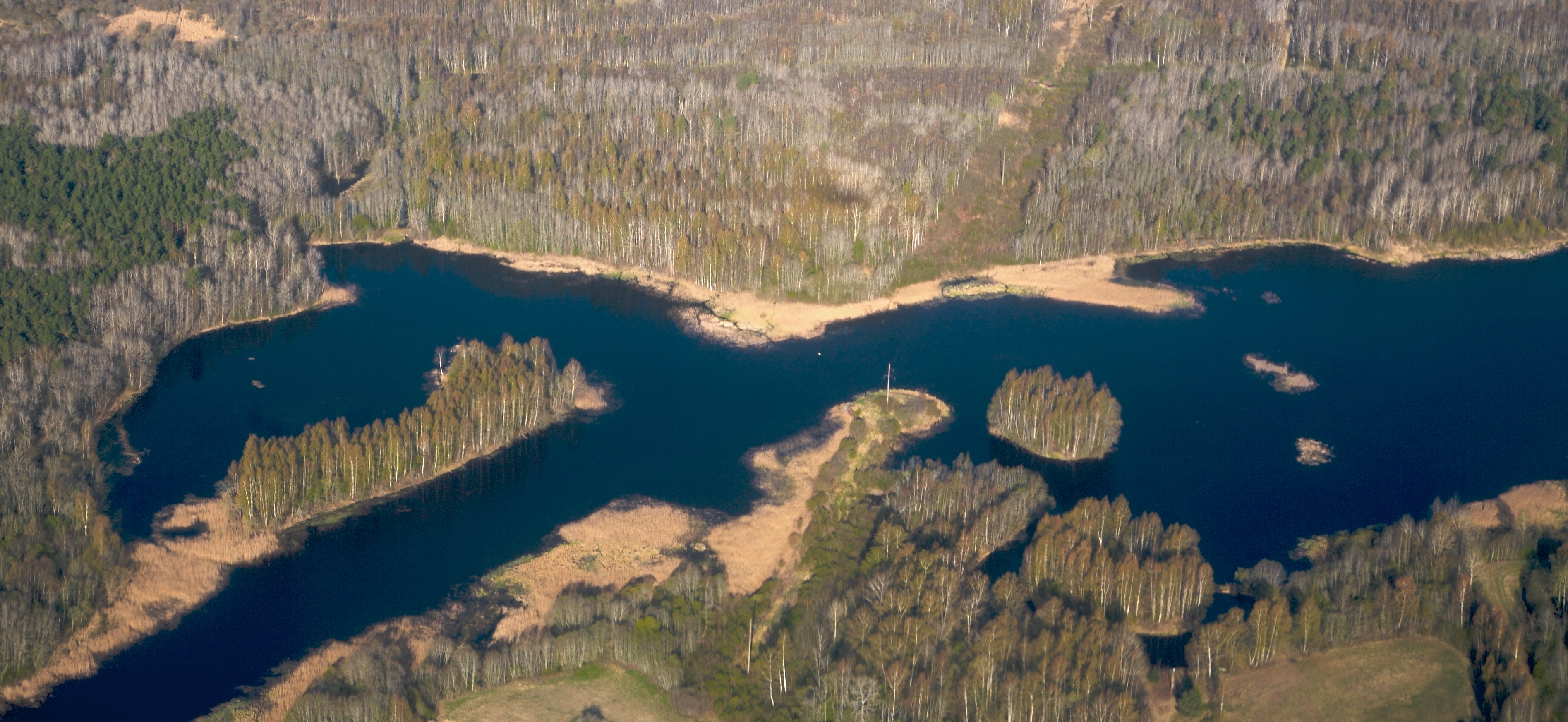